# 気仙沼中央インターチェンジ
気仙沼中央インターチェンジ（けせんぬまちゅうおうインターチェンジ）は、宮城県気仙沼市にある三陸沿岸道路（本吉気仙沼道路 / 気仙沼道路）のインターチェンジである。

## 道路

### 本線
- E45 三陸沿岸道路（本吉気仙沼道路 / 気仙沼道路・24番）

### 接続する道路
- 国道45号（気仙沼バイパス）

## 歴史
- 2018年（平成30年）
  - 2月6日 : IC名称が「気仙沼IC（仮称）」から「気仙沼中央IC」に正式決定[1]。
  - 3月25日 : 大谷海岸IC - 気仙沼中央IC間開通に伴い、供用開始[1]。
- 2020年（令和2年）2月24日 : 気仙沼中央IC - 気仙沼港IC間開通[2]。

## 料金所
無料区間のため設置されていない。

## 周辺
- 気仙沼市立病院
- 宮城県警察 気仙沼警察署
- 気仙沼・本吉地域広域行政事務組合消防本部 気仙沼消防署
- ホテルルートイン気仙沼
- JR東日本気仙沼線BRT「松岩駅」

## 隣
E45 三陸沿岸道路（本吉気仙沼道路 / 気仙沼道路）
(23-1) 岩井崎IC - (24) 気仙沼中央IC -  (25) 気仙沼港IC